# Mediorhynchus sipocotensis
Mediorhynchus sipocotensis är en hakmaskart som beskrevs av Marcos A. Tubangui 1935. Mediorhynchus sipocotensis ingår i släktet Mediorhynchus och familjen Giganthorhynchidae. Inga underarter finns listade i Catalogue of Life.